# جبروت
الجبروت صيغة المبالغة بمعنى الجبر. والجبر إما بمعنى الإجبار من قولهم جبرته على الأمر جبرا أو أجبرته أكرهته عليه، أو بمعنى الاستعلاء من قولهم نخلة جبارة إذا فاتتها الأيدي. والجبار الملك تعالى كبرياؤه متفرد بالجبروت لأنه يجري الأمور مجاري أحكامه، ويجبر الخلق على مقتضيات إلزامه، أو لأنه يستعلي عن درك العقول.

## عند الصوفية
الجبروت عند الصوفية عبارة عن الذات القديمة.
والصفات القديمة تسمى بالملكوت. والملكوت عندهم عبارة من ما فوق العرش إلى تحت الثرى وما بين ذلك من الأجسام والمعاني والأعراض. والجبروت ما عدا الملكوت.
وأما عالم الملكوت فالعبد له فيه اختيار ما دام في هذا العالم، فإذا دخل في عالم الملكوت صار مجبورا على أن يختار ما يختار الحق وأن يريد ما يريد، لا يمكنه مخالفته أصلا.
وعالم الجبروت يقال له عالم الكروبيين وهو عالم المقربين من الملائكة وتحته عالم الأجساد وهو عالم الملك.
والمراد من الجبروت الجبارية وهي عبارة عن قهر الغير على وفق إرادته. والجبروت والعظمة بمعنى واحد لغة غير أن فيه معنى المبالغة لزيادة اللفظ.

## عند أهل الكلام
الجبروت في اصطلاح أهل الكلام عبارة عن الصفات كما أن اللاهوت عبارة عن الذات، فالإضافة في نعوت الجبروت على هذا الاصطلاح إضافة المسمى إلى اسمه. والجبروت هو مرتبة الوحدة باصطلاح السالكين، التي هي الحقيقة المحمدية، ولها علاقة بمرتبة الصفات.
وتدعى مرتبة الصفات الجبروت، ومرتبة الأسماء الملكوت.

## في المؤلفات

### في التعريفات
جاء في التعريفات: الجبروت عند أبي طالب المكي عالم العظمة، يريد به عالم الأسماء والصفات الإلهية، وعند الأكثرين عالم الأوسط، وهو البرزخ المحيط بالأمريات الجمة.

### في مرآة الأسرار ومجمع السلوك
جاء في مرآة الأسرار: اعلم بأن لأهل الفردانية مقام اللاهوت، يعني تجلي الذات. ولاهوت في الأصل تعني: لا هو إلا هو. وحرف التاء زائد على قانون العربية، ومن عادة هؤلاء القوم (الصوفية) إذا تكلموا بكلام مخالط أن يضيفوا إليه شيئا أو يحذفوا منه شيئا، لكي لا يصل إلى فهم مقصودهم من ليسوا بأهل لذلك. إذن لا هي نفي، أي لا يكون تجلي الصفات لهؤلاء الأفراد. وهو اسم ذات يعني إلا هو ما عدا تجلي الذات. ولاهوت نفسها يعني أنه ليس للفردانية مقام خارج عن الحدود الستة، وإذا أضيف لفظ مقام إليه أي حين يقال مقام اللاهوت فهو مجازي. ولا مقام له. وأسفل من هذا المقام الجبروت يعني: مقام جبر الخلائق وكسرهم، وهذا مقام هو مقام قطب العالم الذي يتصرف من العرش إلى الفرش (الثرى)، ويتضمن الجبر والكسر في الجهات الست.

ولقطب العالم فيض من العرش المجيد وله تعلق بالعزل والتعيين. ومن هنا يقال بأن لهذا المقام التصرف بالجبر والكسر، فإن كرامات الأولياء ومعجزات الأنبياء هي من هذا العالم. ومتى حصل الترقي من مقام الجبر والكسر فإلى مقام الفردانية الذي هو اللاهوت يكون الوصول. وفي عالم الفردانية يعتبر الاشتغال بعالم الجبروت من جبر وكسر كفرا. والأفراد القادرون فوق عالم الجبروت إذا تشاغلوا بالجبر والكسر فإنهم يخطون عن مقام الفردانية أي مقام تجلي الذات، ولهذا السبب يبقون أفرادا مستورين.
ويقرب من هذا ما ورد نظما في مجمع السلوك في أحد المواضع بأن منازل الخلائق أربعة:
الأول هو منزل يسمى الناسوت وتنطبق عليه جميع الأوصاف الحيوانية، وبواسطة عناية الشيوخ بشرت ببيان المنازل الأربعة.
إذا عبر الآن من منزل الناسوت يصل إلى المنزل الثاني وهو منزل الملاك،
فمتى صار معروفا في ذلك العالم كشف له عن الملائكة حتى يعاينهم.
فإذا ارتقى من عالم الملكوت يصل إلى المنزل الثالث أي الجبروت وفي مقام الروح غلبت علي الحيرة فجاءتني الإشارة منه بالغيرة وفي ذلك المنزل كان الكشف والكرامات ولكن يجب تجاوز تلك المقامات فلو تعرضت له الدنيا والآخرة فلا ينبغي له أبدا النظر إليهما.
وبنور الذكر يجب العبور ويجب غسل القلب بدموع التوبة.
ومن تلك الحال يكون مقام النور فينأى عن صفات الماء والطين فمتى تنزهت الروح والقلب عن التعلق بالغير (بالسوي) صعد إلى عالم اللاهوت بدون خوف وفي ذلك المنزل الرابع البحث لا يكون إلا مع الله.
ومقام القرب منزل لا يحتاج إلى علامة سوى أنه في عالم آخر غير الكون الذي نعرفه وإلى هناك يصل السالك بعون الحق متى صار مالكا لجملة الأشياء. انتهى.